# NGC 6650
NGC 6650 ist eine kompakte Galaxie vom Hubble-Typ C im Sternbild Drache am Nordsternhimmel. Sie ist schätzungsweise 325 Millionen Lichtjahre von der Milchstraße entfernt und hat einen Durchmesser von etwa 40.000 Lj.
Das Objekt wurde am 11. September 1883 von Lewis Swift entdeckt.